# Новиков, Дмитрий Александрович
Дмитрий Александрович Новиков (род. 23 сентября 1970, Москва) — российский учёный, специалист в области теории управления системами междисциплинарной природы, доктор технических наук, профессор, академик РАН (2022), директор Института проблем управления РАН. Автор более 500 научных работ по теории управления системами междисциплинарной природы, в том числе — по кибернетике, системному анализу, теории игр, принятию решений, управлению проектами и математическим моделям механизмов управления социально-экономическими системами.

## Биография
Сын учёного-педагога А. М. Новикова

### Образование
- С 1987 по 1993 год — студент факультета радиотехники и кибернетики МФТИ;
- В 1993—1994 годах обучался в аспирантуре ИПУ РАН;
- В 1994 году — защитил кандидатскую диссертацию в ИПУ РАН по теме «Разработка и исследование механизмов стимулирования в активных системах с вероятностной неопределённостью»
- В 1996—1998 годах обучался в докторантуре ИПУ РАН;
- В 1998 году — защитил докторскую диссертацию в ИПУ РАН по теме «Механизмы стимулирования в активных системах с неопределённостью»;
- В 2003 году получил учёное звание профессора по специальности 05.13.10 «Управление в социальных и экономических системах».
- В 2008 году избран членом-корреспондентом РАН по специальности «Процессы управления».
- В 2022 году избран академиком РАН.

### Занимаемые должности
- 1992—1993 — инженер ИПУ РАН;
- 1993—1994 — младший научный сотрудник ИПУ РАН;
- 1994—1995 — научный сотрудник ИПУ РАН;
- 1995—1996 — старший научный сотрудник ИПУ РАН;
- 1996—1998 — докторант ИПУ РАН;
- 1998—2005 — ведущий научный сотрудник ИПУ РАН (лаборатория № 57 «Активных систем»);
- 2005—2016 — заместитель директора по научной работе ИПУ РАН;
- 2016 — наст. время — директор ИПУ РАН[2].

Заведующий кафедрой Интегрированных киберсистем Московского физико-технического института (до 2016 — вошедшей в её состав кафедрой Проблем управления).

## Основные публикации
См. также
- список публикаций,
- список книг)

(см. также список)
Книги и брошюры
1. Организационные механизмы управления развитием приоритетных направлений науки и техники. М.: ИПУ РАН, 1993. — 68 с. (соавтор — Кузьмицкий А. А.).
2. Организационные механизмы управления развитием приоритетных направлений науки и техники (методические рекомендации). М.: ИПУ РАН, 1996. — 36 с. (соавтор — Бурков В. Н., Кузьмицкий А. А., Умрихина Е. В.).
3. Как управлять проектами / В. Н. Бурков, Д. А. Новиков; [Предисл. В. Л. Гуревича, с. 5-28]. - М. : НПО "СИНТЕГ" : ИЧП "Гео", 1997. - 188 с. : ил.; 20 см. - (Серия "Информатизация России на пороге XXI века").; ISBN 5-86639-029-9
4. Механизмы стимулирования в моделях активных систем с нечёткой неопределённостью. М.: ИПУ РАН, 1997. — 101 с.
5. Модели и механизмы распределения затрат и доходов в рыночной экономике. М.: ИПУ РАН, 1997. — 59 с. (соавторы — Бурков В. Н., Горгидзе И. И., Юсупов Б. С.).
6. Закономерности итеративного научения. М.: ИПУ РАН, 1998. — 96 с.
7. Модели и механизмы теории активных систем в управлении качеством подготовки специалистов / В. Н. Бурков, Д. А. Новиков; М-во общ. и проф. образования РФ. Исслед. центр пробл. качества подгот. специалистов, РАН. Ин-т пробл. упр. - Москва : Исслед. центр проблем качества подгот. специалистов, 1998. - 156 с. : ил., табл.; 21 см.; ISBN 5-7563-0028-7
8. Обобщённые решения задач стимулирования в активных системах. М.: ИПУ РАН, 1998. — 68 с.
9. Стимулирование в социально-экономических системах (базовые математические модели). М.: ИПУ РАН, 1998. — 216 с.
10. Двухканальная модель активной экспертизы. М.: ИПУ РАН, 1999. — 58 с. (соавторы — Баркалов С. А., Песковатсков В. Ю.).
11. Механизмы функционирования многоуровневых организационных систем. М.: Фонд «Проблемы управления», 1999. — 150 с.
12. Теория активных систем: состояние и перспективы. / В. Н. Бурков, Д. А. Новиков. М.: Синтег, 1999. — 128 с.
13. Базовые системы стимулирования. М.: НИЦ "Апостроф", 2000. — 108 с. (соавтор — Т. Б. Кочиева). ISBN 5-94155-001-4
14. Механизмы стимулирования в многоэлементных организационных системах / Д.А. Новиков, А.В. Цветков; Рос. акад. наук. Ин-т проблем упр. им. В.А. Трапезникова. - М. : Апостроф, 2000. - 182 с. : ил., табл.; 21 см.; ISBN 5-94155-005-7
15. Методика освоенного объёма в оперативном управлении проектами. М.: Апостроф, 2000. — 156 с. (соавторы — Е. В. Колосова, А. В. Цветков). ISBN 5-94155-007-3
16. Механизмы страхования в социально-экономических системах. М.: ИПУ РАН, 2001. — 109 с. (соавторы — Бурков В. Н., Заложнев А. Ю., Кулик О. С.).
17. Механизмы функционирования организационных систем с распределённым контролем. М.: ИПУ РАН, 2001. — 118 с. (соавтор — Цветков А. В.).
18. Модели и методы управления развитием региональных образовательных систем. М.: ИУО РАО, 2001. — 83 с.
19. Активный прогноз. М.: ИПУ РАН, 2002. — 101 с. (соавтор — Чхартишвили А. Г.).
20. Индивидуальные стратегии предложения труда: теория и практика. М.: ИПУ РАН, 2002. — 109 с. (соавторы —Баркалов С. А., Попов С. С.)
21. Механизмы финансирования программ регионального развития. М.: ИПУ РАН, 2002. — 52 с.(соавторы — Бурков В. Н., Заложнев А. Ю., Леонтьев С. В., Чернышёв Р. А.).
22. Механизмы управления динамическими активными системами. М.: ИПУ РАН, 2002. — 124 с. (соавторы — Смирнов И. М., Шохина Т. Е.).
23. Распределённые системы принятия решений в управлении региональным развитием. М.: ИПУ РАН, 2002. — 54 с. (соавторы — Гилев С. Е., Леонтев С. В.).
24. Механизмы управления организационными проектами. М.: ИПУ РАН, 2003. — 84 с. (соавторы — Балашов В. Г., Заложнев А. Ю., Иващенко А. А.).
25. Модели и механизмы в управлении организационными системами. Том 1. Основы управления организационными системами. М.: Издательство «Тульский полиграфист», 2003. — 560 с. (соавторы — Баркалов С. А., Бурков В. Н., Шульженко Н. А.).
26. Модели и механизмы в управлении организационными системами. Том 2. Модели и методы управления предприятиями и регионами. М.: Издательство «Тульский полиграфист», 2003. — 380 с. (соавторы — Баркалов С. А., Бурков В. Н., Шульженко Н. А., Шишикин Б. Т.).
27. Модели и механизмы в управлении организационными системами. Том 3. Стратегическое управление региональным строительством М.: Издательство «Тульский полиграфист», 2003. — 205 с. (соавторы — Баркалов С. А., Бурков В. Н., Лигай С. Е., Соколовский В. В., Шульженко Н. А.).
28. Рефлексивные игры. М.: Синтег, 2003. — 160 с. (соавтор — А. Г. Чхартишвили).
29. Сетевые структуры и организационные системы. М.: ИПУ РАН, 2003. — 108 с.
30. Стимулирование в организационных системах : Учеб. пособие по спец. N 010300 "Прикл. математика и физика", специализация "Прикл. информ. технологии в упр. и бизнесе" / Д.А. Новиков. - М. : Синтег, 2003. - 305, [1] с. : ил., портр.; 21 см. - (Серия "Управление организационными системами"/ Рос. акад. наук, Ин-т пробл. упр. им. В.А. Трапезникова).
31. Типовые решения в управлении проектами. М.: ИПУ РАН, 2003. — 74 с. (соавторы — Васильев Д. К., Заложнев А. Ю., Цветков А. В.).

- Управление корпоративными программами : информационные системы и математические модели / Е. С. Гламаздин, Д. А. Новиков, А. В. Цветков; Рос. акад. наук, Ин-т проблем упр. им. В. А. Трапезникова. - Москва : Компания Спутник+, 2003 (Воскресенск (Моск. обл.) : Воскресенская тип.). - 159 с. : ил.; 21 см.; ISBN 5-93406-578-5

1. Договорные отношения в управлении проектами. М.: ИПУ РАН, 2004. — 100 с. (соавтор — А. В. Лысаков)
2. Институциональное управление организационными системами. М.: ИПУ РАН, 2004. — 68 с.
3. Как управлять организациями : Учеб. пособие по спец. N 010300 "Приклад. математика и физика", специализация "Приклад. информ. технологии в упр. и бизнесе" / В.Н. Бурков, Д.А. Новиков; Рос. акад. наук, Ин-т пробл. упр. им. В.А. Трапезникова. - М. : СИНТЕГ, 2004. - 388 с. : ил.; 21 см. - (Серия "Управление организационными системами").; ISBN 5-89638-069-0 : 500 экз.
4. Механизмы управления корпоративными программами: информационные системы и математические модели. М.: Спутник+. — 159 с. (соавторы — Гламаздин Е. С., Цветков А. В.).
5. Модели и методы оперативного управления проектами. М.: ИПУ РАН, 2004. — 63 с. (соавтор — Е. В. Коновальчук)
6. Модели и механизмы управления образовательными сетями и комплексами. М.: Институт управления образованием РАО, 2004. — 142 с. (соавтор — Н. П. Глотова).
7. Образовательный проект (методология образовательной деятельности). М.: Эгвес, 2004. — 120 с. (соавтор — А. М. Новиков).
8. Статистические методы в педагогических исследованиях (типовые случаи). М.: Эгвес, 2004. — 67 с.
9. Прикладные модели информационного управления. М.: ИПУ РАН, 2004. — 129 с. (соавтор — А. Г. Чхартишвили)
10. Механизмы финансирования инновационного развития фирмы. М.: ИПУ РАН, 2005. — 66 с. (соавторы — А. А. Иващенко, Д. В. Колобов).
11. Модели и методы управления портфелями проектов М.: ПМСОФТ, 2005. — 206 с. (соавторы — А. А. Матвеев, А. В. Цветков).
12. Модели и механизмы управления научными проектами в ВУЗах. М.: ИУО РАО, 2005. — 80 с. (соавтор — А. Л. Суханов).
13. Модели и механизмы управления развитием персонала. М.: ИПУ РАН, 2005. — 68 с. (соавторы — Е. В. Галинская, А. А. Иващенко).
14. Модели репутации и норм деятельности. М.: ИПУ РАН, 2005. — 67 с. (соавторы — Н. С. Ермаков, А. А. Иващенко).
15. Статистические методы в медико-биологическом эксперименте (типовые случаи). Волгоград: ВолГМУ, 2005. — 84 с. (соавтор — В. В. Новочадов).
16. Теория управления организационными системами : вводный курс : Учеб. пособие по специальности № 010300 "Приклад. математика и физика", специализация "Приклад. информ. технологии в упр. и бизнесе" / Д. А. Новиков; Рос.акад.наук, Ин-т пробл. упр. им. В. А. Трапезникова. - М. : Новиков Д. А., 2004. - 81 с. : ил.; 21 см.
17. Модели и методы организационного управления инновационным развитием фирмы. М.: КомКнига, 2006. — 336 с. (соавтор — А. А. Иващенко).
18. Модели и механизмы многокритериального стимулирования в организационных системах. М.: ИПУ РАН, 2006. — 60 с. (соавторы — Иващенко А. А., Щепкина М. А.).
19. Модели тарифно-премиальных систем оплаты труда. М.: ИПУ РАН, 2006. — 75 с. (соавтор — Д. А. Заложнев).
20. Регионализация профессионального образования: управление системой профессионального образования. М.: Университетская книга, 2006. — 176 с. (соавторы — Новиков А. М., Ломакина Т. Ю., Никитин М. В., Щёголев В. А.).
21. Регионализация профессионального образования: управление учреждениями профессионального образования. М.: Университетская книга, 2006. — 168 с. (соавторы — Новиков А. М., Ломакина Т. Ю., Никитин М. В., Щёголев В. А.).
22. Методология. М.: Синтег, 2007. — 664 с. (соавтор — Новиков А. М.).
23. Модели и методы материального стимулирования: теория и практика. М.: Ленанд, 2007. — 288 с. (соавторы — Васильева О. Н., Засканов В. В., Иванов Д. Ю.).
24. Управление проектами: организационные механизмы. М.: ПМСОФТ, 2007. — 140 с.
25. Математические модели формирования и функционирования команд. М.: Физматлит, 2008. — 188 с.
26. Механизмы управления эколого-экономическими системами. М.: Физматлит, 2008. — 244 с. (соавторы — В. Н. Бурков, А. В. Щепкин).
27. Модели управления конфликтами и рисками. Воронеж: Научная книга, 2008. (соавторы — Баркалов С. А., Бурков В. Н., Новосельцев В. И., Щепкин А. В.).
28. Введение в теорию управления образовательными системами. М.: Эгвес, 2009. — 156 с.
29. Модели систем оплаты труда. М.: ПМСОФТ, 2009. — 184 c. (соавтор — Д. А. Заложнев).
30. Целостная система государственно-частного управления инновационным развитием как средство удвоения темпов выхода России из кризиса и посткризисного роста. М.: МИЭЭ, 2009. — 220 с. (соавторы — В. А. Ириков, В. Н. Тренёв).
31. Управление проектами. М.: Либроком, 2009. — 384 с. (соавторы — Р. М. Нижегородцев, И. В. Гонтарева).
32. Макроэкономический анализ и экономическая политика на базе параметрического регулирования. — М.: Издательство физико-математической литературы, 2010. — 284 с. (соавторы — Ашимов А. А., Султанов Б. Т., Адилов Ж. М., Боровский Ю. В., Нижегородцев Р. М., Ашимов Ас. А.).
33. Методология научного исследования. М.: Либроком, 2010. — 280 с. (соавтор — Новиков А. М.).
34. Сетевая экспертиза. — М.: Эгвес, 2010. — 168 с. (соавторы — Д. А. Губанов, Н. А. Коргин, А. Н. Райков).
35. Социальные сети: модели информационного влияния, управления и противоборства. — М.: Издательство физико-математической литературы, 2010. — 228 с. (соавторы — Д. А. Губанов, А. Г. Чхартишвили).
36. Экспериментальное исследование стратегий предложения труда. — М.: Эгвес, 2010. — 104 с.
37. Методология управления. — М.: Либроком, 2012. - 128 с.
38. Теория управления организационными системами. М.: Физматлит. 3-е издание, 2012. — 604 с.
39. Методология: словарь системы основных понятий. - М.: Либроком. - 208 с. (соавтор - А. М. Новиков).
40. Macroeconomic Analysis and Economic Policy Based on Parametric Control. – New York: Springer, 2012. – 256 p. (co-authors: A. Ashimov, B. Sultanov, Z. Adilov, Y. Borovskiy, R. Nizhegorodtsev, A. Ashimov).
41. Macroeconomic Analysis and Parametric Control of a National Economy. – New York: Springer, 2013. –  288 p. (co-authors: A. Ashimov, B. Sultanov, Z. Adilov, Y. Borovskiy, R. Alshanov, A. Ashimov).
42. Рефлексия и управление: математические модели. - М.: Издательство физико-математической литературы, 2013. – 412 с. (соавтор - А. Г. Чхартишвили).
43. Введение в теорию управления организационными системами: учебник для студентов высших учебных заведений, обучающихся по направлению подготовки дипломированных специалистов 220700 "Организация и управление наукоёмкими производствами", специальности 220701 "Менеджмент высоких технологий", а также студентов технических и инженерно-экономических специальностей / В. Н. Бурков, Н. А. Коргин, Д. А. Новиков ; Российская акад. наук, Ин-т проблем упр. ; под ред Д. А. Новикова. - Изд. 2-е. - Москва : Либроком, 2014. - 261 с. : ил., табл.; 22 см.; ISBN 978-5-397-04265-9
44. Кибернетика : навигатор : история кибернетики, современное состояние, перспективы развития / Д. А. Новиков ; Российская акад. наук, Ин-т проблем упр. (ИПУ РАН). - Москва : ЛЕНАНД, cop. 2015. - 154 с. : ил., табл.; 22 см. - (Умное управление).; ISBN 978-5-9710-2549-8
45. Управление толпой: математические модели порогового коллективного поведения / В. В. Бреер, Д. А. Новиков, А. Д. Рогаткин. - Москва : URSS, cop. 2016. - 166 с. : ил., табл., цв. ил.; 22 см. - (Умное управление).; ISBN 978-5-9710-3588-6
46. Методология комплексной деятельности / М. В. Белов, Д. А. Новиков; Российская академия наук, Институт проблем управления (ИПУ РАН). - Москва : URSS, cop. 2017. - 317 с. : ил., табл.; 21 см.; ISBN 978-5-9710-5060-5
47. Макроэкономический анализ и параметрическое регулирование регионального экономического союза / А. А. Ашимов, Ю. В. Боровский, Д. А. Новиков, Б. Т. Султанов. - Москва : URSS, cop. 2018. - 509 с. : ил., табл.; 22 см.; ISBN 978-5-9710-5598-3
48. Модели технологий / М. В. Белов, Д. А. Новиков; Российская академия наук, Институт проблем управления (ИПУ РАН). - Москва : URSS : ЛЕНАНД, cop. 2018. - 157 с. : ил., табл.; 22 см.; ISBN 978-5-9710-5982-0
49. Управление жизненными циклами организационно-технических систем / М. В. Белов, Д. А. Новиков; Российская академия наук, Институт проблем управления (ИПУ РАН). - Москва : URSS : ЛЕНАНД, cop. 2019. - 380 с. : ил., табл.; 22 см.; ISBN 978-5-9710-6962-1
50. Управление, деятельность, личность : научное электронное издание / Д.А. Новиков; Российская академия наук, Институт проблем управления им. В.А. Трапезникова. - Иркутск : ИПУ РАН, 2020. - 1 электрон. опт. диск (CD-ROM); 12 см.; ISBN 978-5-91450-244-4 : 100 экз.
51. Модели деятельности. Основы математической теории деятельности / М. В. Белов, Д. А. Новиков; Российская академия наук, Институт проблем управления. - Москва : URSS, cop. 2021. - 214 с. : ил., табл.; 21 см.; ISBN 978-5-9710-9116-5

Учебные пособия
1. Введение в теорию активных систем. М.: ИПУ РАН, 1996. — 125 с. (соавтор — В. Н. Бурков).
2. Модели и механизмы теории активных систем в управлении качеством подготовки специалистов. М.: ИЦ, 1998. — 158 с. (соавтор — В. Н. Бурков).
3. Курс теории активных систем. М.: Синтег, 1999. — 108 с. (соавтор — С. Н. Петраков).
4. Теория графов в управлении организационными системами. М.: Синтег, 2001. — 124 с. (соавторы — В. Н. Бурков, А. Ю. Заложнев).
5. Теория игр в управлении организационными системами. М.: Синтег, 2002. — 148 с. (соавтор — М. В. Губко). ISBN 5-89638-57-7
6. Стимулирование в организационных системах : Учеб. пособие по спец. N 010300 "Прикл. математика и физика", специализация "Прикл. информ. технологии в упр. и бизнесе" / Д.А. Новиков. - М. : Синтег, 2003. - 305, [1] с. : ил., портр.; 21 см. - (Серия "Управление организационными системами"/ Рос. акад. наук, Ин-т пробл. упр. им. В.А. Трапезникова).
7. Как управлять организациями : Учеб. пособие по спец. N 010300 "Приклад. математика и физика", специализация "Приклад. информ. технологии в упр. и бизнесе" / В.Н. Бурков, Д.А. Новиков; Рос. акад. наук, Ин-т пробл. упр. им. В.А. Трапезникова. - М. : СИНТЕГ, 2004. - 388 с. : ил.; 21 см. - (Серия "Управление организационными системами").; ISBN 5-89638-069-0 : 500
8. Теория управления организационными системами: вводный курс. М.: ИПУ РАН, 2004. — 81 с.
9. Теория управления организационными системами : Учеб.-метод. пособие / Д. А. Новиков ; Рос. акад. образования, Моск. психол.-соц. ин-т. - М. : Моск. психол.-соц. ин-т, 2005 (ООО Креатив Холдинг). - 583 с. : ил., табл.; 22 см.; ISBN 5-89502-766-0
10. Математические модели организаций. М.: Ленанд, 2008. — 360 с. (соавторы — Воронин А. А., Губко М. В., Мишин С. П.).
11. Введение в теорию управления организационными системами (учебник). М.: Ленанд, 2009. — 264 с. (соавторы — Бурков В. Н., Коргин Н. А.). ISBN 978-5-397-00411-4
12. Теория управления образовательными системами. М.: Народное образование, 2009. — 452 с. ISBN 978-5-87953-260-9
13. Целостная система государственно-частного управления инновационным развитием как средство удвоения темпов выхода России из кризиса и посткризисного роста : учебное пособие при переподготовке инновационных менеджеров и специалистов для национальной инновационной системы РФ / В. А. Ириков, Д. А. Новиков, В. Н. Тренёв ; Ин-т проблем РАН, Отд-ние информационно-институциональных технологий упр. РАЕН. - Москва : ИПУ РАН, 2009. - 220 с. : ил., табл.; 21 см. - (Успешный российский опыт и технологии результативного инновационного развития).; ISBN 978-5-98540-020-5
14. Механизмы управления / Под ред. Д. А. Новикова. М.: Ленанд, 2011. — 192 с.
15. Управление проектами : учебное пособие для студентов, обучающихся по специальностям "Финансы и кредит", "Бухгалтерский учёт анализ и аудит", " Налоги и налогообложение", "Мировая экономика" / И. В. Гонтарева, Р. М. Нижегородцев, Д. А. Новиков ; Финансовая акад. при Правительстве Российской Федерации. - Москва : URSS, 2009. - 379 с. : ил., табл.; 22 см.; ISBN 978-5-397-00315-5
16. Введение в теорию управления организационными системами: учебник для студентов высших учебных заведений, обучающихся по направлению подготовки дипломированных специалистов 220700 "Организация и управление наукоёмкими производствами", специальности 220701 "Менеджмент высоких технологий", а также студентов технических и инженерно-экономических специальностей / В. Н. Бурков, Н. А. Коргин, Д. А. Новиков ; Российская акад. наук, Ин-т проблем упр. ; под ред Д. А. Новикова. - Изд. 2-е. - Москва : Либроком, 2014. - 261 с. : ил., табл.; 22 см.; ISBN 978-5-397-04265-9

- Методология научного исследования : учебно-методическое пособие / А. М. Новиков, Д. А. Новиков. - Москва : URSS, 2009. - 275 с. : ил., табл.; 21 см.; ISBN 978-5-397-00849-5
  - - Изд. 2-е. - Москва : Либроком, 2013. - 270 с. : ил., табл.; 22 см.; ISBN 978-5-397-03714-3
  - Изд. 3-е. - Москва : Либроком, 2014. - 270 с. : ил., табл.; 22 см.; ISBN 978-5-397-04812-5
  - Изд. 4-е. - Москва : URSS, 2017 (cop. 2016). - 270 с. : ил., табл.; 22 см.; ISBN 978-5-9710-3833-7

## Редакторская работа
Главный редактор журналов:
- «Проблемы управления»,
- «Управление большими системами»,

Член Редколлегии журналов:
- «Автоматика и телемеханика»,
- «Заводская лаборатория. Диагностика материалов»,
- «Инновации в менеджменте»
- «Математическая теория игр и её приложения»,
- «Системы управления и информационные технологии».
- «Advances in Systems Science and Applications» (главный редактор),

Сборники
- «Сетевые модели в управлении»,
- «Человеческий фактор в управлении».

Труды международных научно-практических конференций:
- «Управление большими системами» (Москва, 1997—2017),
- «Современные сложные системы управления» (2001—2017),
- «Теория активных систем» (Москва, 1999—2016) и др.

Книги под редакцией Д. А. Новикова
- Механизмы управления: учебное пособие для студентов высших учебных заведений, обучающихся по направлению подготовки дипломированных специалистов 658400 "Организация и управление наукоёмкими производствами", специальности 073900 "Менеджмент высоких технологий", а также студентов управленческих и экономических специальностей / [В. Н. Бурков и др.] ; под ред. Д. А. Новикова. - Москва : URSS, 2010. - 192 с. : ил., табл.; 25 см. - (Умное управление).; ISBN 978-5-9710-0342-7
- Атаки на информационно-технологическую инфраструктуру критически важных объектов: оценка и регулирование рисков : монография / А. О. Калашников [и др.] ; под ред. Д. А. Новикова. - Воронеж : Науч. кн., 2013. - 160 с. : ил.; 21 см. - (Серия изданий Информация и безопасность).; ISBN 978-5-98222-826-0
- Механизмы управления. Управление организацией: планирование, организация, стимулирование, контроль: учебное пособие для студентов высших учебных заведений, обучающихся по направлению подготовки дипломированных специалистов 658400 "Организация и управление наукоёмкими производствами", специальности 073900 "Менеджмент высоких технологий", а также студентов управленческих и экономических специальностей / [В. Н. Бурков и др.] ; под ред. Д. А. Новикова. - Изд. 2-е, перераб. и доп. - Москва : ЛЕНАНД, 2013. - 215 с. : ил., табл.; 24 см. - (Умное управление).; ISBN 978-5-9710-0591-9 (в пер.)
- Информационные риски флуд-атакуемых компьютерных систем : монография / В. В. Бутузов [и др.] ; под ред. Д. А. Новикова. - Воронеж : Научная книга, 2015. - 160 с. : ил., табл.; 20 см. - (Серия изданий Информация и безопасность).; ISBN 978-5-98222-867-3
- Математические модели современных экономических процессов, методы анализа и синтеза экономических механизмов. Актуальные проблемы и перспективы менеджмента организаций в России : [Х Всероссийская научно-практическая конференция] / Ин-т проблем упр. Российской акад. наук им. В. А. Трапезникова, Самарский науч. центр Российской акад. наук, Федеральное гос. авт. образовательное учреждение высш. образования "Самарский гос. аэрокосмический ун-т им. акад. С. П. Королёва (нац. исслед. ун-т)" ; [гл. ред.: Д. А. Новиков]. - Самара : СГАУ, cop. 2015. - 158 с. : ил., табл.; 21 см.; ISBN 978-5-93424-744-8 : 500 экз.
- Проблемы экономики современных промышленных комплексов. Финансирование и кредитование в экономике России: методологические и практические аспекты : сборник научных статей XI Всероссийской научно-практической конференции / Ин-т проблем упр. Российской акад. наук им. В. А. Трапезникова, Федеральное гос. авт. образовательное учреждение высш. образования "Самарский нац. исслед. ун-т им. акад. С. П. Королёва" ; [гл. ред.: Д. А. Новиков]. - Самара : Изд-во СамНЦ РАН, 2016. - 145 с. : ил., табл.; 21 см.; ISBN 978-5-93424-768-4 : 500 экз.
- Атакуемые взвешенные сети : [монография] / А. Г. Остапенко, Д. Г. Плотников, А. О. Калашников [и др.] ; под редакцией Д. А. Новикова. - Москва : Горячая линия - Телеком, 2019. - 247 с. : ил., табл.; 22 см. - (Теория сетевых войн; вып. 2).; ISBN 978-5-9912-0684-6 : 500 экз.
- Институт проблем управления им. В. А. Трапезникова Российской академии наук. Научные направления / [главный редактор: Д. А. Новиков]. - Москва : ИПУ РАН, 2019. - 310 с. : ил., портр., цв. ил.; 25 см.; ISBN 978-5-91450-231-4 : 500 экз.
- Институт проблем управления им. В. А. Трапезникова Российской академии наук. АУП и обеспечивающие подразделения: к 80-летию ИПУ РАН / [главный редактор Д. А. Новиков]. - Москва : ИПУ РАН, 2019. - 53 с. : ил.; 21 см.; ISBN 978-5-91450-233-8 : 250 экз.